# Attacus philippina
Attacus philippina är en fjärilsart som beskrevs av Eugène Louis Bouvier 1930. Attacus philippina ingår i släktet Attacus och familjen påfågelsspinnare. Inga underarter finns listade i Catalogue of Life.